# Fritz Neuenhahn

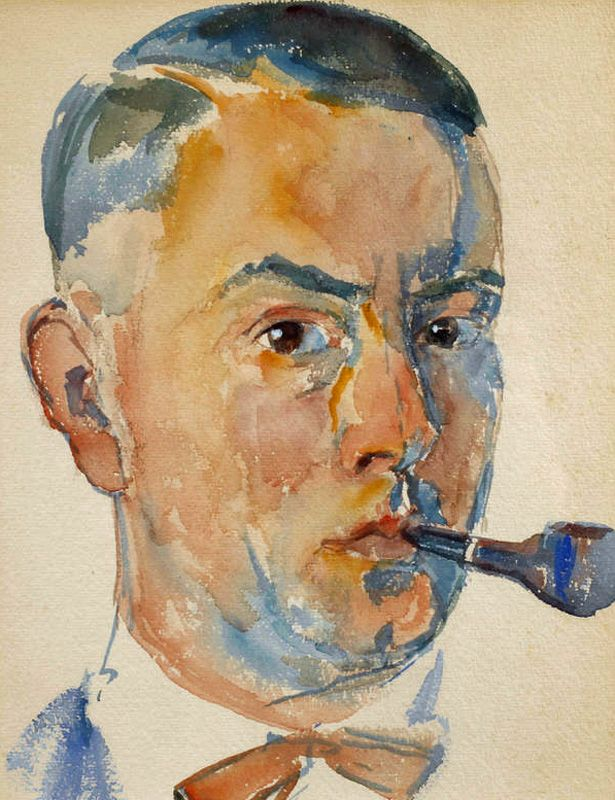
Fritz Neuenhahn: Selbstporträt, Aquarell, um 1940

Fritz Neuenhahn (auch Friedrich Neuenhahn, * 4. März 1888 in Eisenach; † 13. August 1947 in Weimar) war ein deutscher Maler und Zeichner.

## Leben und Wirken
Fritz Neuenhahn führte diesen Namen nur im Zusammenhang mit seinem künstlerischen Schaffen. Im bürgerlichen Leben hieß er Friedrich Neuenhahn. Seine malerische Ausbildung erhielt er an der Kunstschule Weimar bei den Lehrern Theodor Hagen (1842–1919), Max Thedy (1858–1924), Ludwig von Hofmann (1861–1945) und Sascha Schneider (1870–1927). 1919/1920 studierte er zwei Semester Holzbildhauerei am Bauhaus Weimar.

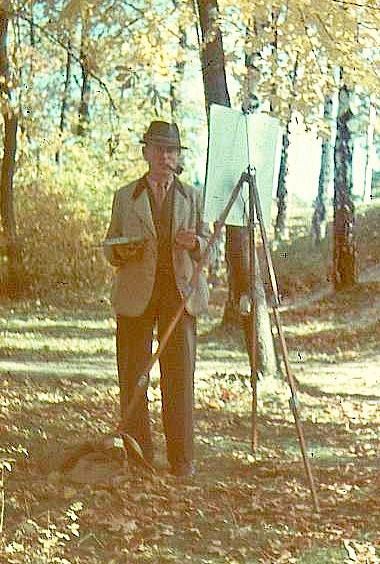
Neuenhahn malend

Obwohl mehrere Techniken beherrschend, war Neuenhahns wichtigste und ausgefeilteste das Aquarellieren und sein bevorzugtes Sujet die Landschaft. Aber auch Personen und Stillleben umfasst sein Werk. Ein frühes Beispiel einer Personendarstellung ist eine Bleistiftskizze der jungen Marlene Dietrich (1901–1992), als sie 1920/1921 zum Geigenunterricht in Weimar weilte. Sie gilt als die erste künstlerische Darstellung der Dietrich.
Neuenhahn war bis zu dessen Auflösung 1933 Mitglied im Reichsverband bildender Künstler Deutschlands. Er war zweimal verheiratet. Mit seiner ersten Frau Ike hatte er die Töchter Barbara und Marit und mit der zweiten, Heida, den Sohn Wilhelm und die Töchter Marlene und Christa. Wilhelm wurde der Schauspieler Willi Neuenhahn (1928–1993).

## Werke (Auswahl)
- Wiesenblumenstilleben, Aquarell (um 1920)
- Marlene Dietrich, Bleistiftskizze (1921)
- Rastende Amazone, Ölgemälde (1922)
- Der Schmollensee bei Bansin, Aquarell (1924)
- Badende bei Dievenow, Öl auf Karton (1924)
- Ruhende am See, Aquarell (1926)
- Damenportrait, (seine Frau Heida), Kreiden und Kohle (1926)
- Sommerabend, Aquarell (1929)
- Blüten der Christrose, Aquarell (1929)
- Hiddensee-Landschaft, Aquarell (1929)
- Schwanensee auf Hiddensee (1929)
- Frauen am Strande, Hiddensee (1929)
- Tauwetter bei Oberweimar, Aquarell (um 1920–30)
- Zinnien in Glasvase, Aquarell (1931)
- Kirchenruine Hoff in Pommern, Aquarell (1934)
- Selbstporträt, Aquarell (um 1940)
- Dame in grünem Mantel, Ölgemälde
- Weimarer Park, Aquarell
- Frühlingsbeginn im Park mit Goethes Gartenhaus, Aquarell
- Impressionistische Waldansicht Öl auf Malkarton

## Bildbeispiele

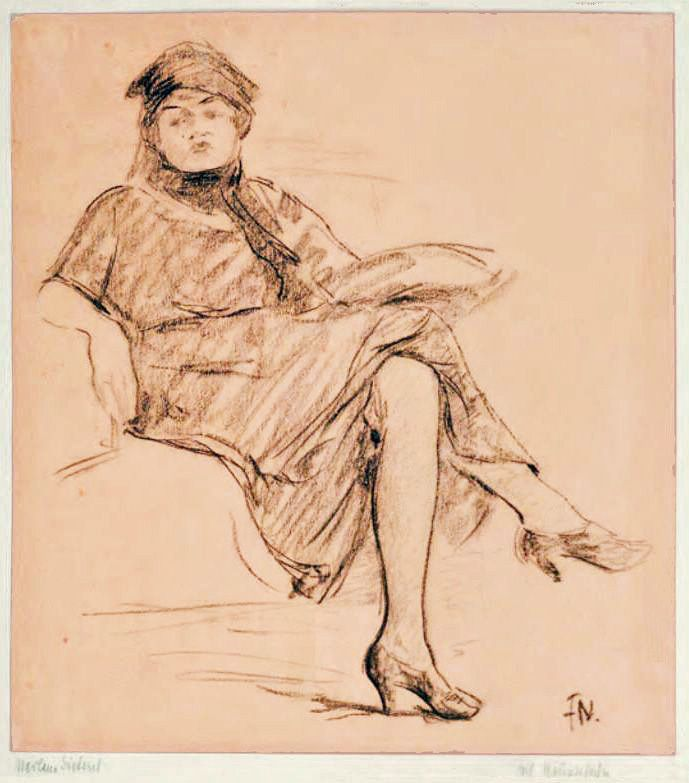
Marlene Dietrich (1921)
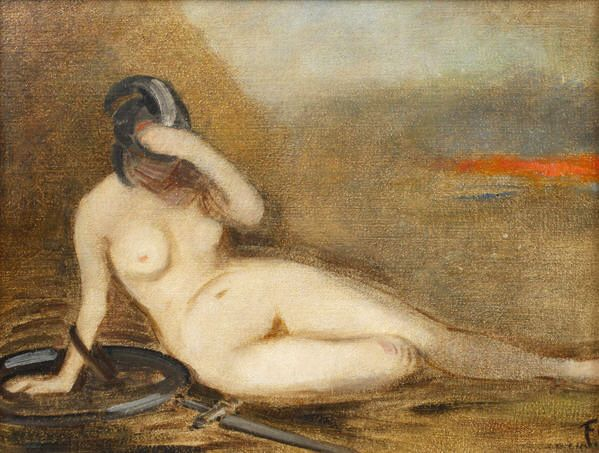
Rastende Amazone (1922)
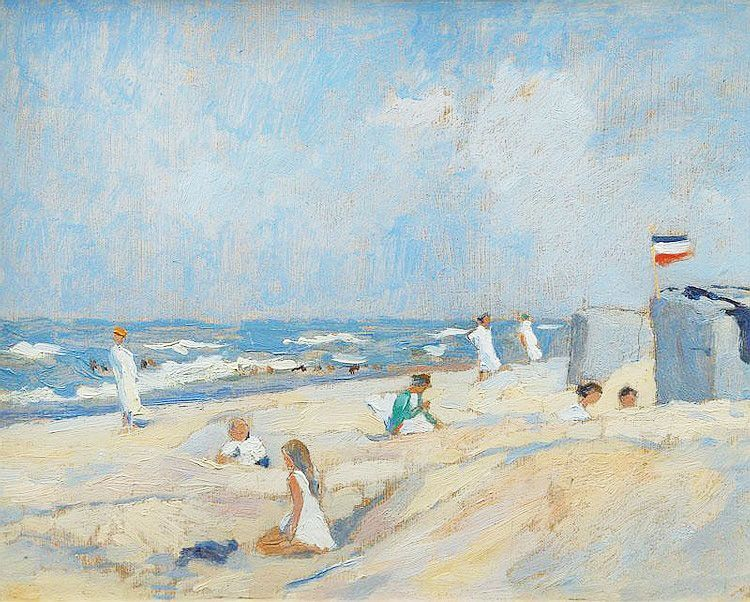
Badende bei Dievenow, Westpommern (1924)
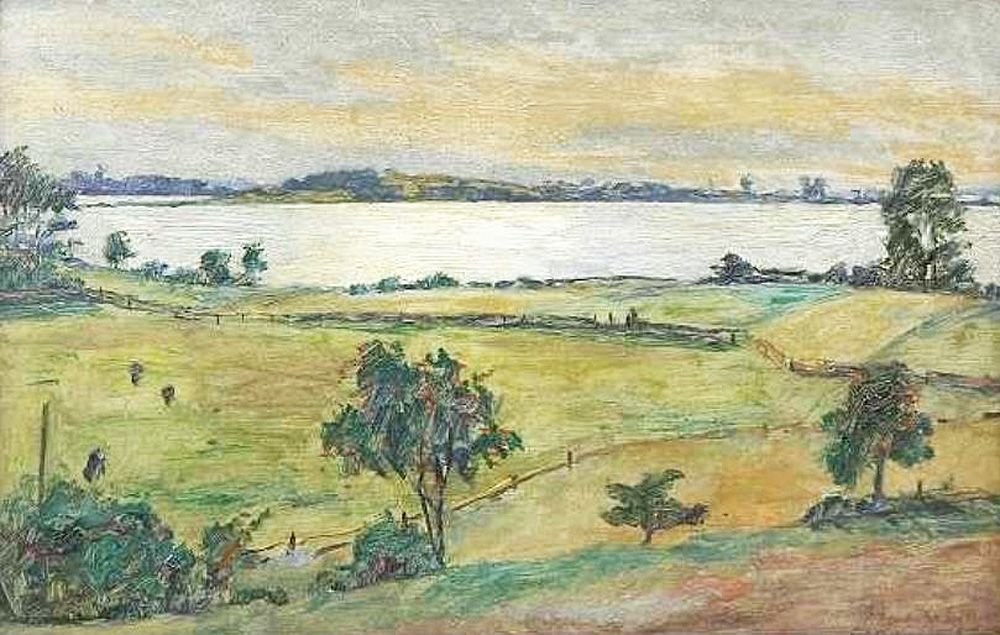
Der Schmollensee (1924)
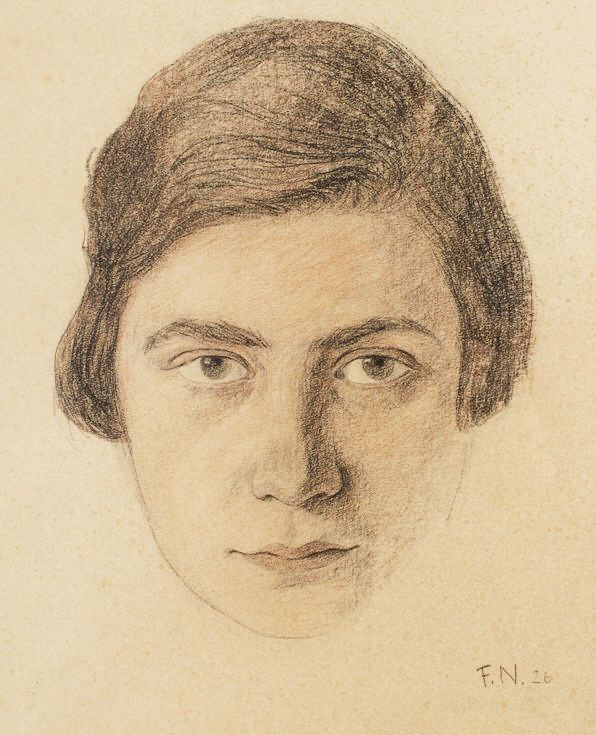
Damenporträt (seine Frau Heida) (1926)
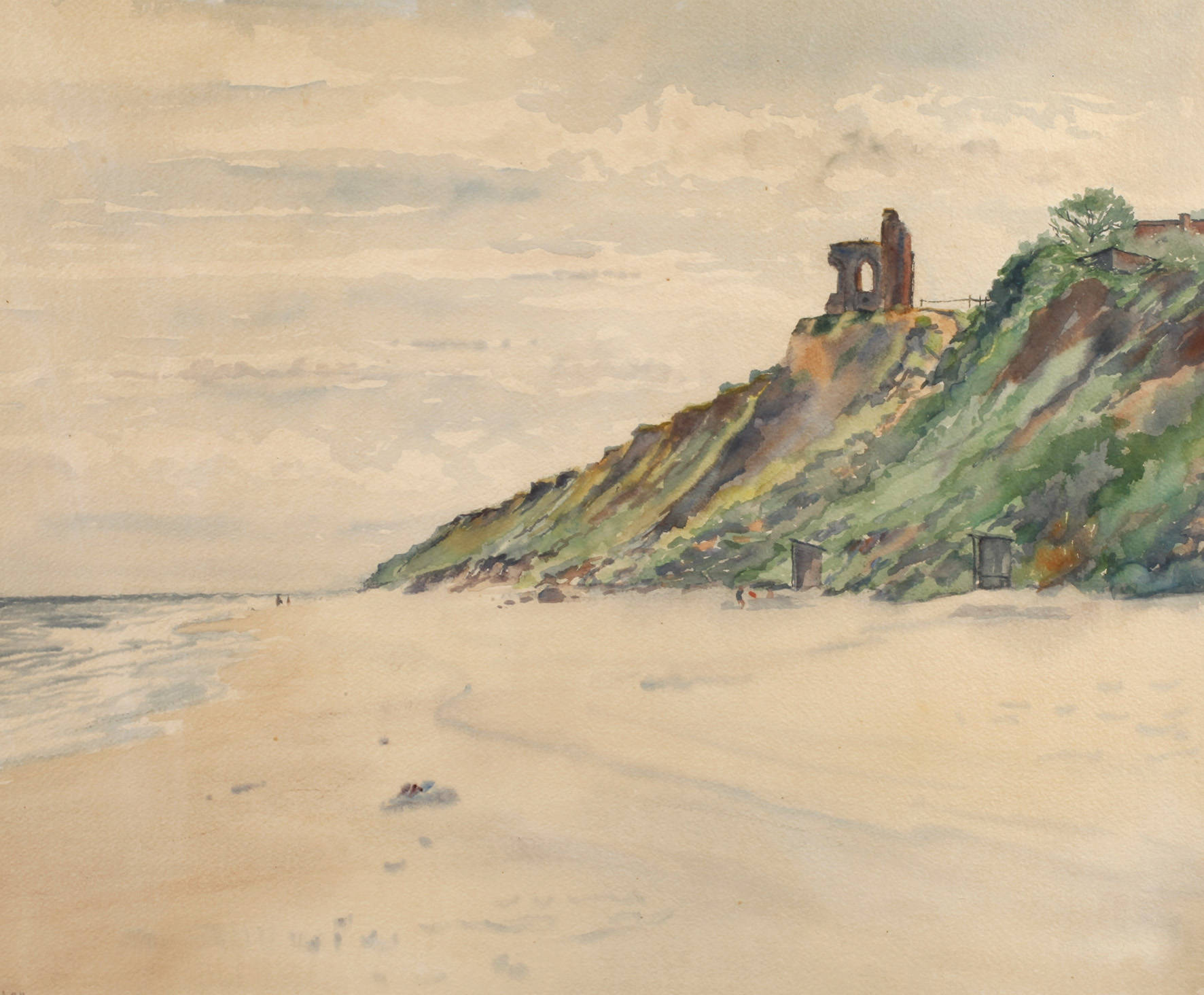
Kirchenruine von Hoff in Pommern (1934)